# Amsterdam
|  | Per a altres significats, vegeu «Amsterdam (desambiguació)». |

Amsterdam és la capital dels Països Baixos (tot i que la seu del govern és a La Haia). És a l'oest del país, uns 20 km a l'oest del Mar del Nord i a les ribes de l'IJ (antigament Zuiderzee; actualment, IJsselmeer). Administrativament, pertany a la província d'Holanda del Nord.
Ara és la ciutat més gran del país i el centre cultural i financer. El 2005 la seva població era de 742.209 habitants, i la de l'àrea metropolitana d'1,5 milions. Juntament amb Rotterdam, Utrecht i la Haia és una de les ciutats més importants del Randstad, del qual constitueix el seu nucli nord.
Amsterdam té un encant particular a causa de les seves cases de maó altes i estretes i la seva xarxa de canals, pels que resulta agradable passejar. La inestabilitat del subsòl -causa del gradual enfonsament d'alguns edificis- exigeix que la majoria dels habitatges s'assentin sobre puntals de fusta. La gran manca d'habitatges moderns en el nucli antic ha multiplicat el nombre d'habitatges flotants. Amsterdam deu la seva harmonia a l'edificació baixa i a l'absència de grans avingudes. Constitueix un autèntic paradís per a les bicicletes, que permeten al visitant descobrir la ciutat i els seus encants.
A la nit, a més de l'animació que ofereix el famós Barri Vermell (de Walletjes), la vida nocturna coneix el seu apogeu a les tavernes tradicionals, cafeteries elegants, locals de moda, bars alternatius, discoteques i sales de festes. Amsterdam és una ciutat que destaca per la seva tolerància i dinamisme. Com en qualsevol lloc dels Països Baixos, és possible adquirir bossetes de cànnabis en els coffeeshops, locals legalment reconeguts per a la venda de drogues toves.
Amsterdam és alhora port internacional, caracteritzat per una intensa activitat comercial, i una espècie de Venècia del Nord, amb manifestacions culturals variades: grans exposicions, abundants galeries d'art, concerts de la famosa orquestra de l'auditori (Concertgebouw), espectacles teatrals i concerts en el conegut Holland Festival, llocs com el moll Prinsengracht, on s'organitza el concert d'estiu davant de l'hotel Pulitzer, i l'Uitmarkt, on s'inicia la nova temporada teatral.

## Història
La ciutat va ser fundada poc després de les inundacions dels anys 1170 i 1173 com un petit poble de pescadors a la vora del riu Amstel, on es feu un dic (dam en neerlandès). Les primeres notícies de l'existència de la ciutat daten tan sols de 1275, quan el comte Florenci V d'Holanda concedeix un privilegi comercial al poble de pescadors d'arengs que vivia sobre el terreny format per un dic (dam) a la desembocadura de l'Amstel. Amsterdam es desenvolupa a partir d'aquest nucli històric. Cap al 1300 aconsegueix la categoria de ciutat i el 1317 Guillem III l'annexiona al comtat d'Holanda. El 1345 té lloc el miracle eucarístic -una hòstia consagrada que el foc no aconsegueix consumir- i Amsterdam es converteix en un important centre de peregrinació. El 1428, el comtat d'Holanda, que incloïa Amsterdam, passa a mans de Felip III el Bo, duc de Borgonya. El 1489, Maximilià, vidu de Maria de Borgonya, filla de Carles el Temerari, accedeix que l'escut de la ciutat integri la corona imperial.
Els primers habitants van adquirir un talent per al comerç i a partir del segle xiv es va desplegar el comerç amb les ciutats hanseàtiques.

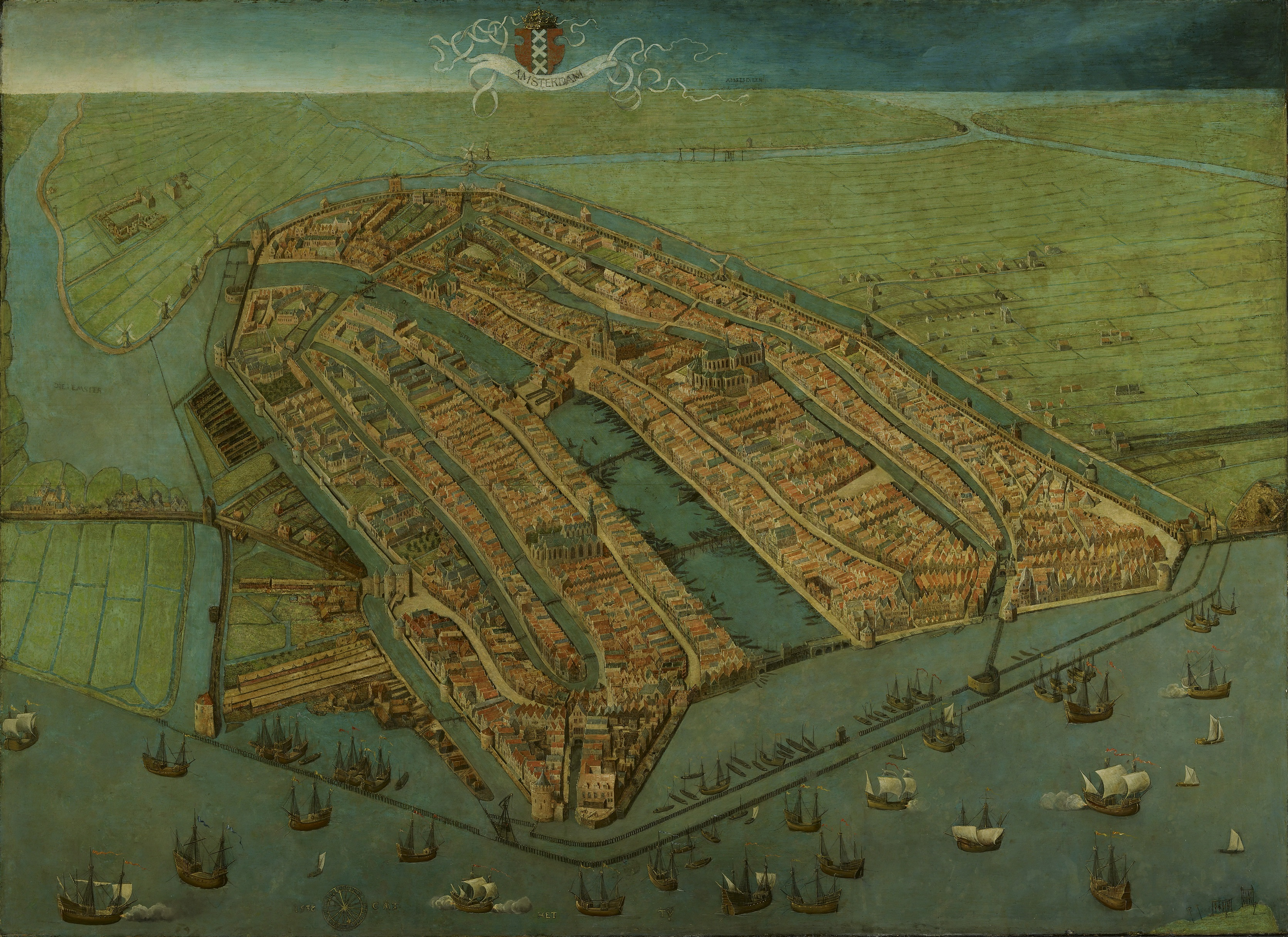
Dibuix d'Amsterdam del 1538

Al segle xvi va començar la Guerra dels Vuitanta Anys per la independència del Regne de Castella. Tot i trobar-se originalment del bàndol espanyol, la ciutat va canviar de bàndol l'any 1578. Com a resultat va ser instaurada la llibertat de culte, un moviment molt progressista per a la seva època. Les guerres de religió cremaven en tot Europa i molta gent buscava un refugi de les acusacions religioses. Moltes famílies adinerades jueves d'Espanya i Portugal, mercaders reeixits d'Anvers i hugonots de França van buscar refugi a la ciutat holandesa.
El segle xvii va ser l'edat daurada. En arribar a Amèrica del Nord, Indonèsia, el Brasil i Àfrica, les embarcacions d'Amsterdam van contribuir a construir un imponent imperi comercial i polític. La ciutat es va expandir al voltant dels seus canals i esdevenir un centre internacional de finances. El famós pintor Rembrandt hi va viure durant aquesta època. El port es tornà el més important del món.

Plaça de Dam a la segona meitat del segle XVII

Els segles xviii i xix van donar fi a la seva prosperitat. Les guerres contra Anglaterra i França arran de la guerra francoholandesa van provocar moltes baixes. Al del segle xix, la revolució industrial va arribar a Amsterdam. Es van construir viaductes cap al mar i al riu Rin, la qual cosa va millorar la seva comunicació amb la resta d'Europa i del món. Amsterdam va obtenir un nou impuls, però mai va tornar a arribar a la seva magnificència anterior.
La Primera Guerra Mundial no la va afectar gaire, ja que els Països Baixos es van mantenir neutrals, encara que el comerç i la indústria van ser colpejades. Durant la Segona Guerra Mundial, tropes alemanyes van ocupar la ciutat el 15 de maig de 1940. Prop de 100.000 persones jueves van ser exiliades, de manera que la seva població jueva gairebé va ser eliminada per complet.
Prèviament a la guerra, Amsterdam va ser el centre mundial del comerç de diamants. Com que hi havia molts negocis d'empresaris jueus, aquesta activitat va desaparèixer gairebé completament després de la guerra. Continua sent un centre important del comerç de diamants, però Anvers a Bèlgica n'és l'actual capital mundial.

## Toponímia
Al principi del segle xiii, els habitants de les zones baixes costaneres entre Alemanya i França van construir un dic a través del riu Amstel. La ciutat situada a l'emplaçament es va anomenar Amstlerdamme o dic de Amstel, posteriorment es va escurçar a Amsterdam. Encara avui en dia A'dam és utilitzat per nomenar la ciutat per certs neerlandesos.

## Demografia
| 1.000                                                                       | 3.000 | 15.000 | 54.000 | 206.000 | 200.600 | 180.000 | 224.000 | 317.000 | 523.577 | 757.000 | 742.981 |
| Fonts: 1300, 1400 a 1600, 1675 a 1796, 1810 i 1930, 1850 a 1879, 1900, 2006 |       |        |        |         |         |         |         |         |         |         |         |

## Clima
Amsterdam té un clima temperat fred, molt influenciat per la seva proximitat amb el Mar del Nord a l'oest, amb vents del nord-oest dominants. Les temperatures a l'hivern són suaus, amb poques vegades per sota els 0 °C. Pot gebrar durant èpoques de vent de l'est o del nord-oest, perquè Amsterdam està envoltat a tres bandes per grans masses d'aigua, i també rep l'efecte de l'illa de calor; les nits rarament baixen per sota els -5 °C, mentre que a Hilversum, situat a 25 quilòmetres al sud-est d'Amsterdam, podria arribar a -12 °C. Els estius són moderadament càlids i rarament calorosos. La mitjana diària de màximes de temperatura durant l'agost és de 22 °C, i en mitjana només se superen els 30 °C 3 dies l'any. Els dies amb precipitacions significatives són freqüents: 175 de mitjana al llarg de l'any. No obstant això, la mitjana anual de precipitacions és de menys de 760 mm. La majoria d'aquestes precipitacions és en forma de plovisqueig llarg o pluja suau, amb dies nuvolosos i humits freqüents durant els mesos més freds, des de l'octubre fins al març. Només algun temporal de vent procedent d'Europa provoca de tant en tant força pluja en un curt període, fent que se l'hagi de bombar cap a llocs més elevats o cap als mars del voltant de la ciutat.
| Dades climàtiques a Amsterdam Airport Schiphol                                                            | Dades climàtiques a Amsterdam Airport Schiphol | Dades climàtiques a Amsterdam Airport Schiphol | Dades climàtiques a Amsterdam Airport Schiphol | Dades climàtiques a Amsterdam Airport Schiphol | Dades climàtiques a Amsterdam Airport Schiphol | Dades climàtiques a Amsterdam Airport Schiphol | Dades climàtiques a Amsterdam Airport Schiphol | Dades climàtiques a Amsterdam Airport Schiphol | Dades climàtiques a Amsterdam Airport Schiphol | Dades climàtiques a Amsterdam Airport Schiphol | Dades climàtiques a Amsterdam Airport Schiphol | Dades climàtiques a Amsterdam Airport Schiphol | Dades climàtiques a Amsterdam Airport Schiphol |
| Mes | gen                                            | febr                                           | març                                           | abr                                            | maig                                           | juny                                           | jul                                            | ag                                             | set                                            | oct                                            | nov                                            | des                                            | anual                                          |
| --- | ---------------------------------------------- | ---------------------------------------------- | ---------------------------------------------- | ---------------------------------------------- | ---------------------------------------------- | ---------------------------------------------- | ---------------------------------------------- | ---------------------------------------------- | ---------------------------------------------- | ---------------------------------------------- | ---------------------------------------------- | ---------------------------------------------- | ---------------------------------------------- |
| Màxima rècord °C (°F)                                                                                     | 13,9                                           | 16,6                                           | 21,1                                           | 27,0                                           | 31,5                                           | 33,2                                           | 32,3                                           | 34,5                                           | 29,4                                           | 25,0                                           | 17,5                                           | 15,5                                           | 34,5 (nil)                                     |
| Màxima mitjana °C (°F)                                                                                    | 5,8                                            | 6,3                                            | 9,6                                            | 13,5                                           | 17,4                                           | 19,7                                           | 22,0                                           | 22,1                                           | 18,8                                           | 14,5                                           | 9,7                                            | 6,4                                            | —                                              |
| Mitjana diària °C (°F)                                                                                    | 3.4 (38.1)                                     | 3.5 (38.3)                                     | 6.1 (43)                                       | 9.1 (48.4)                                     | 12.9 (55.2)                                    | 15.4 (59.7)                                    | 17.6 (63.7)                                    | 17.5 (63.5)                                    | 14.7 (58.5)                                    | 11.0 (51.8)                                    | 7.1 (44.8)                                     | 4.0 (39.2)                                     | 10.19 (50.35)                                  |
| Mínima mitjana °C (°F)                                                                                    | 0.8 (33.4)                                     | 0.5 (32.9)                                     | 2.6 (36.7)                                     | 4.6 (40.3)                                     | 8.2 (46.8)                                     | 10.8 (51.4)                                    | 12.0 (53.6)                                    | 11.8 (53.2)                                    | 10.6 (51.1)                                    | 7.5 (45.5)                                     | 4.2 (39.6)                                     | 1.5 (34.7)                                     | 6.26 (43.27)                                   |
| Mínima rècord °C (°F)                                                                                     | −15.4 (4.3)                                    | −15.0 (5)                                      | −11.1 (12)                                     | −4.7 (23.5)                                    | −1.1 (30)                                      | 2.3 (36.1)                                     | 5.0 (41)                                       | 5.0 (41)                                       | 2.0 (35.6)                                     | −3.4 (25.9)                                    | −6.9 (19.6)                                    | −14.8 (5.4)                                    | −15.4 (4.3)                                    |
| Precipitació mitjana mm (polzades)                                                                        | 66.6 (2.622)                                   | 50.6 (1.992)                                   | 60.6 (2.386)                                   | 40.9 (1.61)                                    | 55.6 (2.189)                                   | 66.0 (2.598)                                   | 76.5 (3.012)                                   | 85.9 (3.382)                                   | 82.4 (3.244)                                   | 89.6 (3.528)                                   | 87.2 (3.433)                                   | 76.3 (3.004)                                   | 838.2 (33)                                     |
| Mitjana de dies de precipitació (≥ 1 mm)                                                                  | 12                                             | 10                                             | 11                                             | 9                                              | 10                                             | 10                                             | 10                                             | 10                                             | 12                                             | 13                                             | 13                                             | 13                                             | 133                                            |
| Mitjana de dies de neu                                                                                    | 6                                              | 6                                              | 4                                              | 2                                              | 0                                              | 0                                              | 0                                              | 0                                              | 0                                              | 0                                              | 3                                              | 5                                              | 26                                             |
| Humitat relativa mitjana (%)                                                                              | 88                                             | 86                                             | 83                                             | 78                                             | 76                                             | 78                                             | 79                                             | 80                                             | 83                                             | 86                                             | 89                                             | 90                                             | 83                                             |
| Mitjana mensual d'hores de sol                                                                            | 63,2                                           | 87,5                                           | 126,3                                          | 182,7                                          | 221,9                                          | 205,7                                          | 217,0                                          | 197,0                                          | 139,4                                          | 109,1                                          | 61,7                                           | 50,5                                           | 1.662,0                                        |
| Font #1: Royal Netherlands Meteorological Institute (1981–2010 normals, snowy days normals for 1971–2000) |                                                |                                                |                                                |                                                |                                                |                                                |                                                |                                                |                                                |                                                |                                                |                                                |                                                |
| Font #2: Royal Netherlands Meteorological Institute (1971–2000 extremes)                                  |                                                |                                                |                                                |                                                |                                                |                                                |                                                |                                                |                                                |                                                |                                                |                                                |                                                |

## Paisatge urbà i l'arquitectura

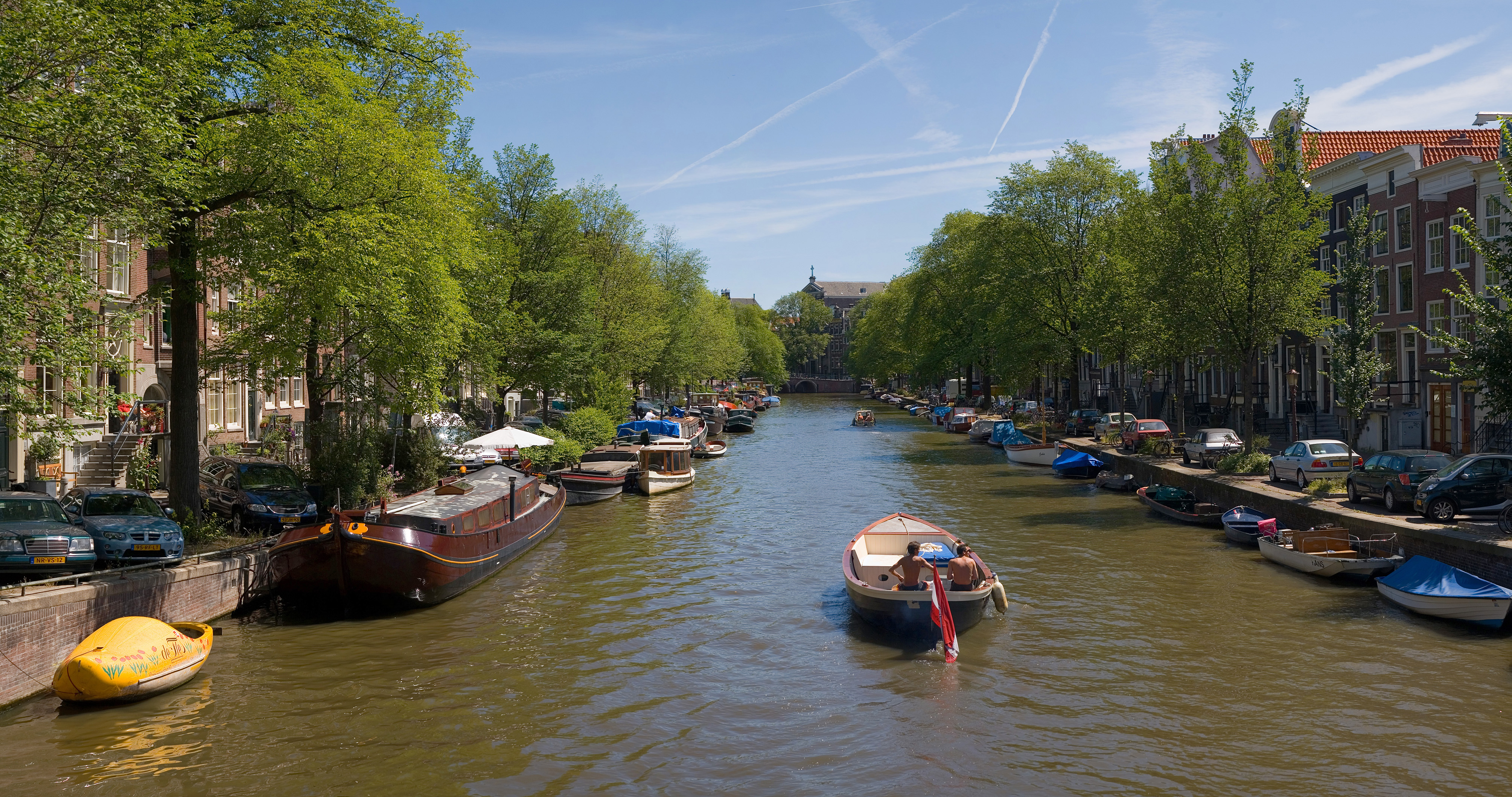
Canals d'Amsterdam.

A vista d'ocell la ciutat d'Amsterdam se situa al sud de l'estació de trens d'Amsterdam Centraal. El Damrak és el carrer principal i condueix al carrer Rokin. La zona més antiga de la ciutat és coneguda com de Wallen (els molls, això no es refereix a les antigues muralles de la ciutat, la paraula neerlandesa per mur que és "muur»). Es troba a l'est de Damrak i conté la ciutat del famós barri vermell. Al sud de Wallen hi ha l'antic barri jueu de Waterlooplein. Al segle xii una faixa de canals concèntrics, coneguda com la Grachtengordel abraça el cor de la ciutat on les cases tenen teulades interessants. Més enllà de la Grachtengordel hi ha les zones que abans eren de la classe obrera i de Pijp Jordaan. El Museumplein de la ciutat amb els principals museus, el Vondelpark, un parc segle xix el nom de l'escriptor holandès Joost van den Vondel, Plantage i el veïnat, amb el zoo, també es troben fora de la Grachtengordel.
Diverses parts de la ciutat i la zona urbana circumdant són pòlders. Això pot ser reconegut pel sufix-meer el que significa llac, com en Aalsmeer, Bijlmermeer, Haarlemmermeer, i Watergraafsmeer
Amsterdam té un dels centres històrics més grans d'Europa amb edificis principalment del segle xvii. La ciutat antiga va ser bastida amb una sèrie de canals semicirculars.

### Canals
El sistema de canals d'Amsterdam és el resultat de la planificació conscient de la ciutat. A principis del segle xvii, quan la immigració es troba en el moment més important, es desenvolupa un pla basat en quatre semicercles concèntrics de canals que surten amb els seus extrems a la badia IJ. Conegut com el Grachtengordel tres dels canals són en la seva majoria per al desenvolupament residencial: el Herengracht (Cavaller del Canal), Keizersgracht (Canal de l'Emperador), i Prinsengracht (Canal del Príncep). El quart canal i ultraperifèric, el Singelgracht (no s'ha de confondre amb l'antic Singel), serveix per a la defensa i la gestió de l'aigua. Les defenses són en forma d'un fossat de terra i dics, amb portes en els punts de trànsit, però sense superestructures de maçoneria. A més, el pla preveu: (1) La interconnexió dels canals al llarg dels radis, (2) la creació d'un conjunt de canals paral·lels al barri Jordaan, principalment amb fins de transport, (3) la conversió de la Singel d'una estructura de defensa a una zona residencial i comercial; (4) la construcció de més de cent ponts.
La construcció va començar el 1613 i va procedir d'oest a est, a través de l'amplitud de la disposició, com un gegantesc eixugaparabrises com diu l'historiador Geert Mak –i no des del centre cap a fora, com un mite popular que hi ha–. La construcció de canals en el sector meridional es va completar el 1656. Posteriorment, la construcció d'edificis residencials va executar-se lentament. La part oriental del canal, amb un pla concèntric, que abraça la zona compresa entre el riu Amstel i la badia d'IJ, mai ha estat aplicada. En els següents segles, la terra s'utilitzà per als parcs, les llars d'avis, teatres, altres centres públics i cursos d'aigua sense molta planificació.
Al llarg dels anys, diversos canals s'han omplert i s'han convertit en carrers o places, com la Nieuwezijds Voorburgwal i Spui.
L'àrea dels canals concèntrics del segle xvii compresa a l'interior del Singelgracht ha estat considerada Patrimoni de la Humanitat per la Unesco el 2010.

#### Grachtengordel

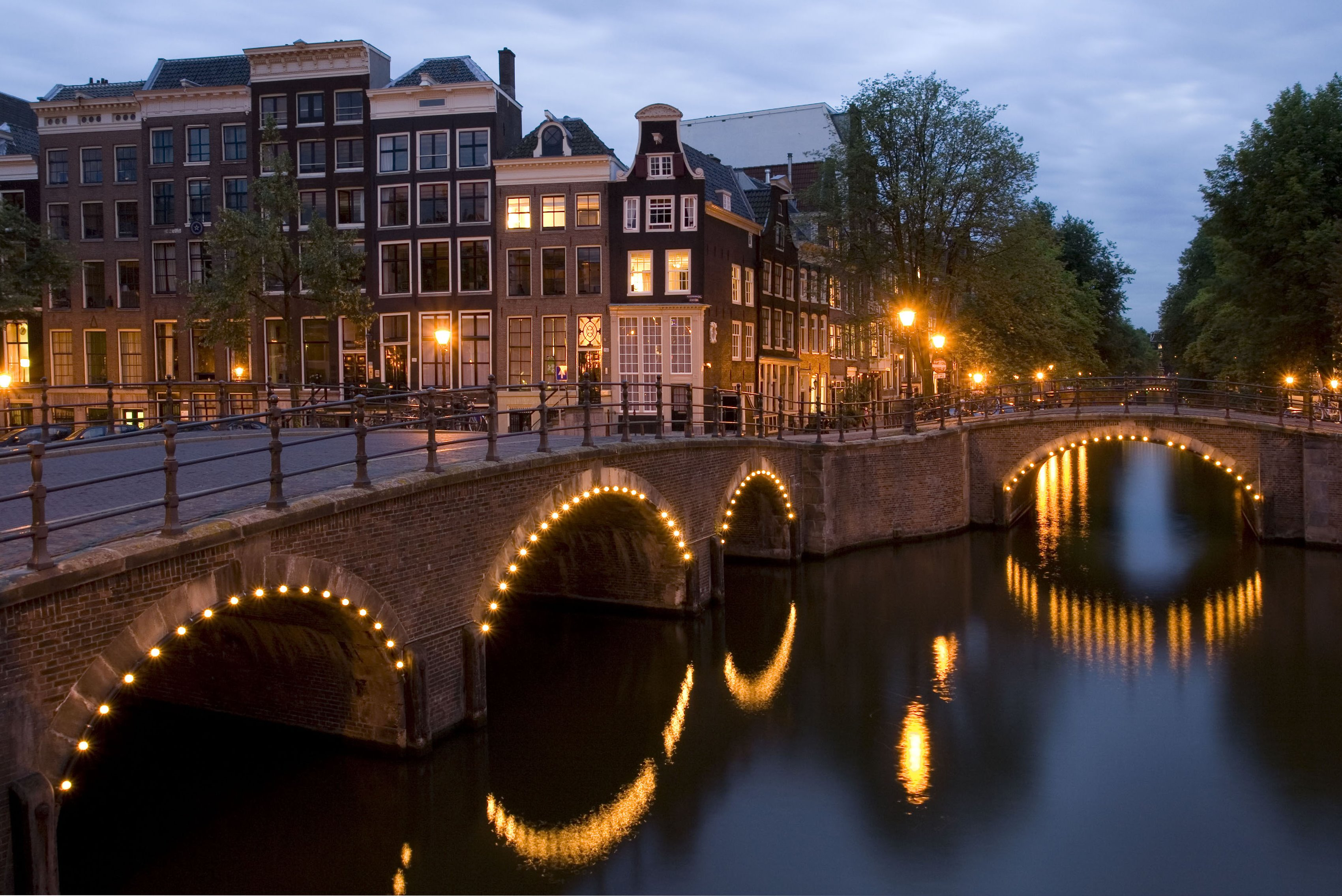
Keizersgracht

A Amsterdam se l'ha nomenat ciutat d'arquitectura educada, ja que el seu encant rau més en els petits detalls que en els grans efectes. A partir del segle xv, les lleis urbanístiques, la mida dels solars i la inestabilitat del terra van dictar que les façanes fossin de mida uniforme i es construïssin de maó o gres, amb grans finestres per reduir el pes. Els amos de les cases van personalitzar els edificis mitjançant cornises i testeres decoratives, entrades ornamentades i gran varietat de formes a les finestres.
A principis del segle xvii començà la construcció del Grachtengordel (cinturó de canals), i la zona pantanosa que quedà més enllà dels canals, posteriorment anomenada Jordaan, fou habilitada per als treballadors, les fàbriques dels quals havien d'instal·lar-se fora del centre. Els immigrants perseguits per les seves creences religioses també s'instal·laren aquí. Els grans canals varen seguir creixent, al mateix temps que les classes burgeses compraven terrenys al llarg de les noves extensions del Herengracht, el Keizersgracht i el Prinsengracht.

#### Corba Daurada
En la dècada de 1660, la classe alta va construir les seves cases en el tram conegut com a “Corba Daurada”. Molts d'aquests edificis pertanyen ara a diferents institucions. El tram del canal Herengracht entre Leidenstraat i Vijzelstraat va rebre aquest nom a causa de la riquesa dels constructors navals i comerciants que hi vivien. La majoria de les mansions d'aquest tram estan revestides de gres importat, més car que el maó. Un bon exemple és la del número 412, projectada per Philips Vingboons el 1664. L'arquitecte es va encarregar també dels dissenys de la Witte Huis, a Herengracht 168, i del Bijbels Museum, a Herengracht 366. La construcció va continuar fins entrat el segle xviii, amb predomini de l'estil Lluís XIV. La casa del número 475, amb les seves finestres ornamentades, és típica d'aquesta moda. Erigida el 1730, és considerada la joia de les cases del canal. La façana apareix adornada amb dues escultures femenines sobre la porta principal.

#### Jordaan
A l'oest del Grachtengordel, el Jordaan encara conserva una xarxa de carrers estrets plens d'encant i de deliciosos canals. Entre les cases obreres del segle xvii hi ha moltes botigues curioses mereixedores d'una visita, on es venen tot tipus d'articles, a més de cafès i bars amb terrasses a l'estiu. En passejar pel Grachtengordel es poden veure algunes de les cases de canal més elegants de la ciutat, entre elles la Casa Bartolotti.

## Llocs d'interès

### Casa d'Anne Frank

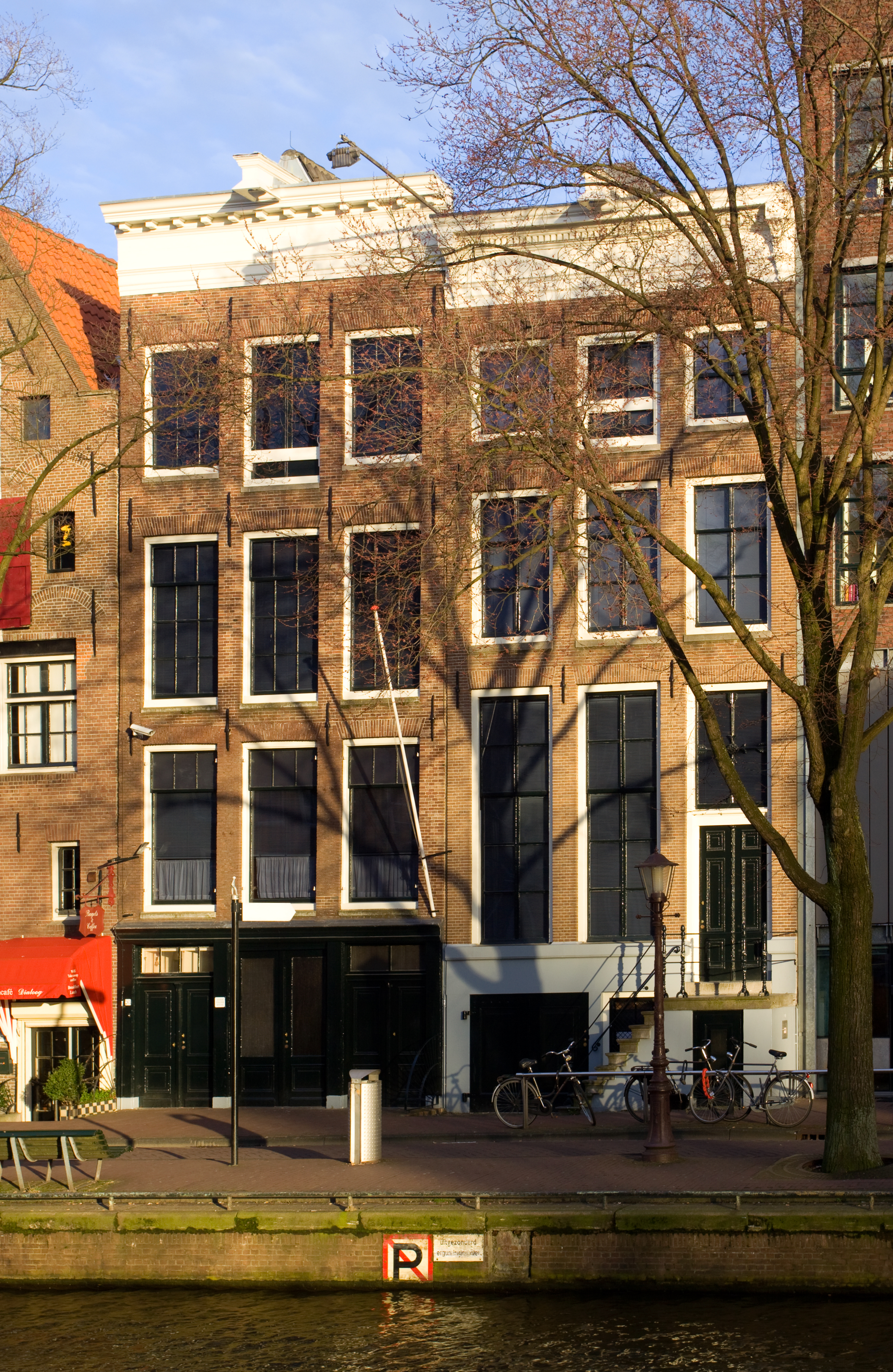
Casa d'Anne Frank

La Casa d'Anne Frank és un destí turístic molt popular. El 6 de juliol de 1942, la família Frank, d'origen jueu, es va mudar de Merwedeplein a l'annex posterior de la casa de Prinsengracht 263 fugint de la persecució nazi. Anna, la seva mare Edith, el seu pare Otto i la seva germana més gran, Margot, van viure aquí junt amb la família Van Pels i el dentista Fritz Pfeffer. El 4 d'agost de 1944 va irrompre a l'àtic la Gestapo i va detenir i va enviar a camps de concentració els que s'hi ocultaven.
Otto Frank va tornar a Amsterdam el 1945 per descobrir que tota la seva família havia mort; la seva esposa, Edíth, a Auschwitz i les seves filles, Anna i Margot, a Bergen-Belsen. Miep Gies, col·laboradora de la família, conservava el diari d'Anna. Publicat per primera vegada el 1947, ha estat traduït a 55 idiomes i se n'han venut uns 20 milions d'exemplars. Molts consideren Anna un símbol dels sis milions de jueus exterminats pels nazis a la Segona Guerra Mundial. El diari és un emotiu retrat del desenvolupament d'una nena en temps d'opressió.

### Barri dels museus

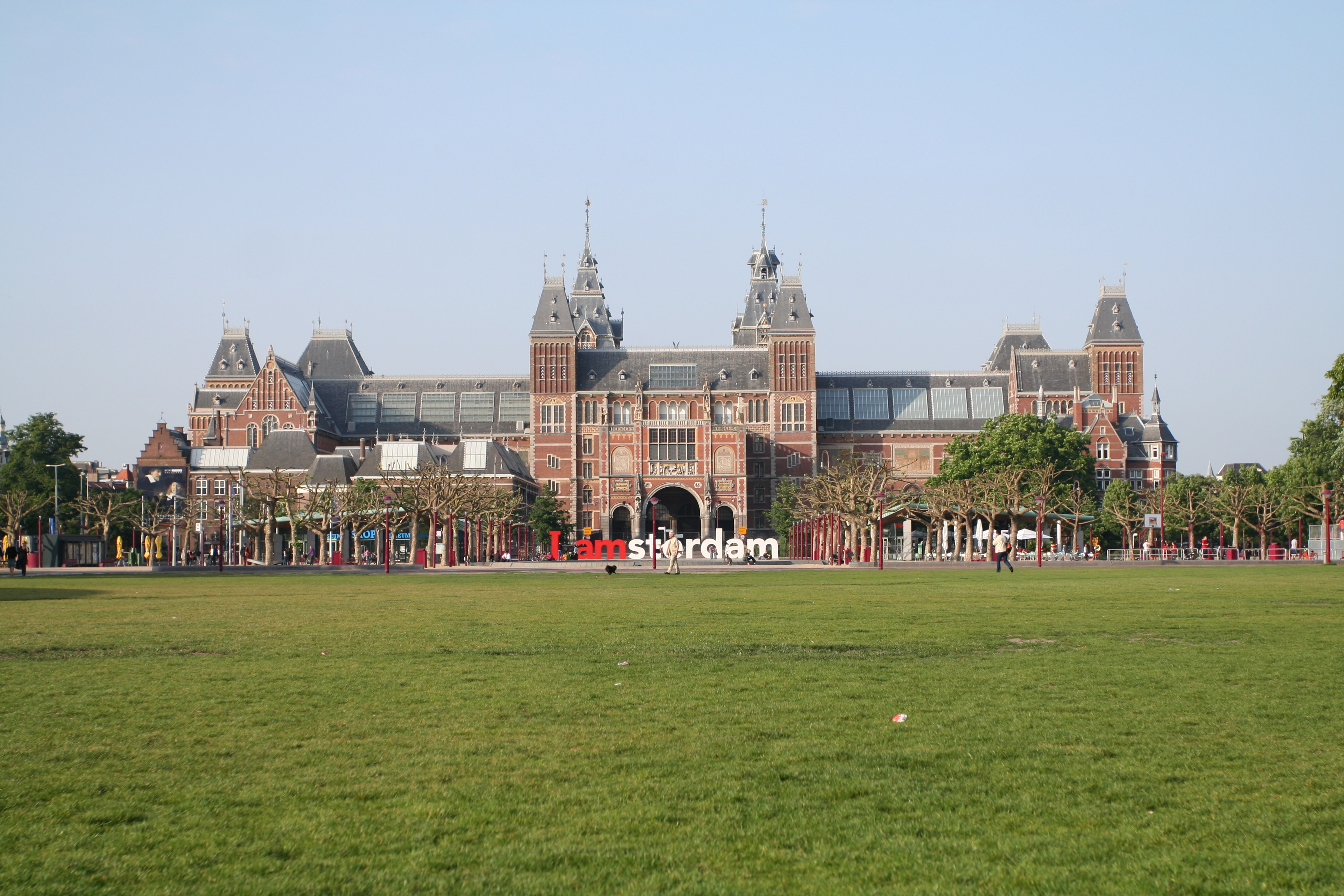
El Rijksmuseum

La verda extensió de Museumplein estava travessada per un freqüentat carrer conegut localment com l'autovia més curta d'Europa. No obstant això, les exhaustives obres executades entre 1996 i 1999 l'han transformat en un parc majestuós, en el qual s'aixequen els principals centres culturals d'Amsterdam. El barri és un dels més pròspers de la ciutat, amb amples avingudes recorregudes de mansions. Els aparadors de les luxoses botigues que omplen les exclusives PC Hoofstraat i Van Baerlestraar o els polidors de diamants treballant a Coster Diamonds són altres atractius de la zona.
- El Rijksmuseum,
- El Museu van Gogh,
- El Stedelijk Museum Amsterdam (Museu Municipal d'Amsterdam),
- El Concertgebouw (sala de concerts d'orquestra).

### Altres parts de la ciutat

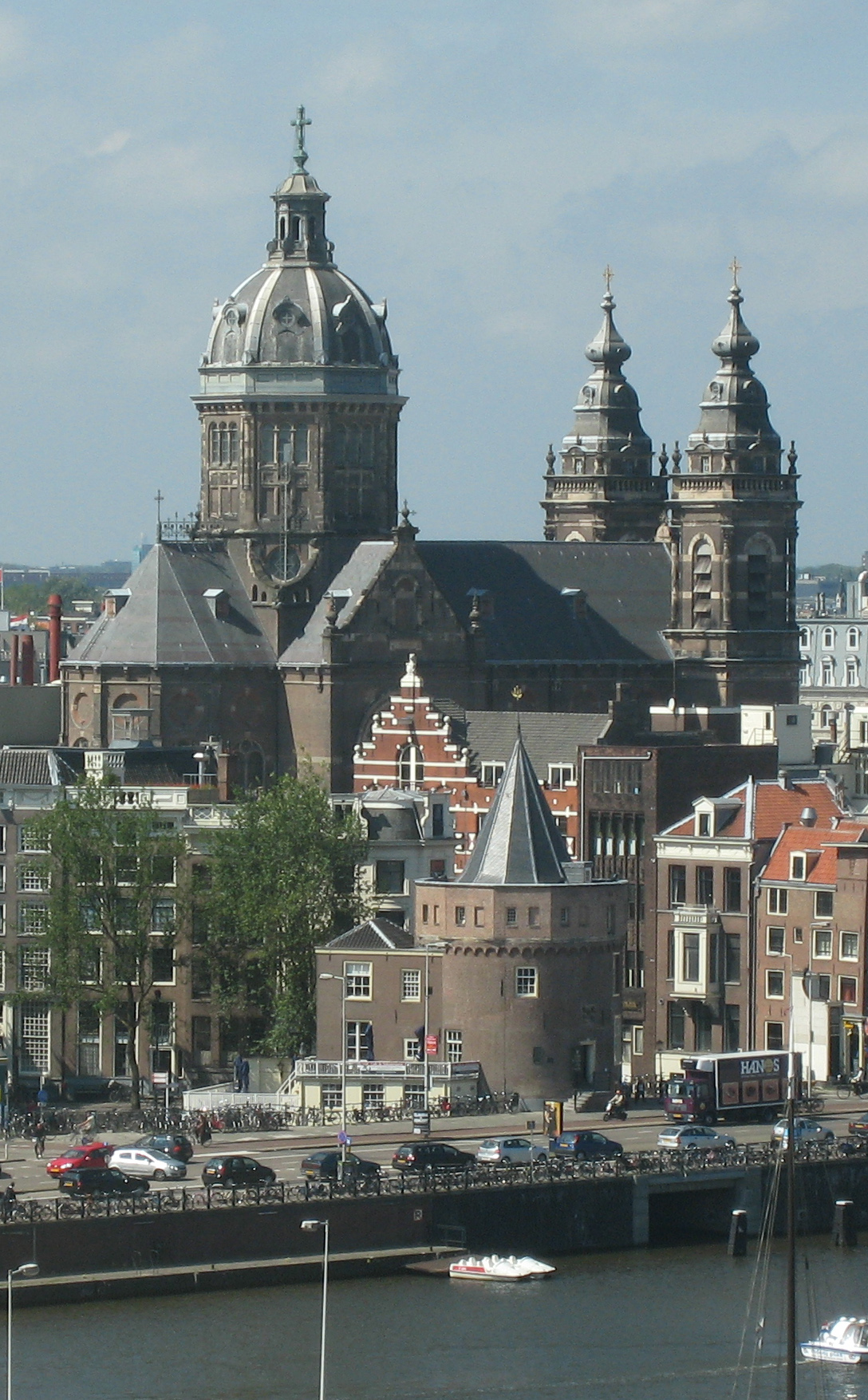
L'església de Sant Nicolau

La gran arquitectura i la bona planificació urbanística no estan confinades al centre d'Amsterdam. Hi ha zones de Nieuw Zuid (Nou Sud) que evidencien la imaginació dels innovadors arquitectes de l'escola d'Amsterdam. En el complex d'habitatges De Dageraad i als carrers dels voltants del barri Olímpic hi ha molts edificis d'interès. La zona de Plantage va ser un parc situat fora de les muralles d'Arnsterdam, on els ciutadans passaven el seu temps lliure al segle xvii. Cap a 1848 es va convertir en un dels primers barris residencials d'Amsterdam. Els carrers poblats d'arbres dels voltants d'Artis i Hortus Botanicus són populars per viure-hi. Des del Werf't Krornhout, en el passat una drassana, s'obtenen vistes del molí De Gooyer, un dels pocs que es conserven. La col·lecció naval del Scheepvaart Museum s'allotja en un antic magatzem naval. NEMO, un centre educatiu científic, queda a molt a prop. Des del centre s'accedeix en tramvia als parcs dels afores.
- El Museu de la Casa de Rembrandt,
- El Paleis op de Dam o Palau Reial,
- El districte roig.
- Museu Amstelkring a les golfes del qual es troba una església catòlica clandestina del segle xvii.
- L'Hortus Botanicus Amsterdam, fundat a començaments de la dècada de 1660, és un dels jardins botànics més antics del món, amb moltes espècies antigues i rares, entre les quals hi ha la planta de cafè de la qual va sortir l'esqueix que va servir com a base de les plantacions a Amèrica Central i Amèrica del Sud. L'esqueix va ser un regal a Lluís XIV de França i va ser portat a la colònia francesa de Martinica el 1714, on va fructificar.
- Església de Sant Nicolau.
- L‘Homomonument, en commemoració de la persecució dels gais i lesbianes.
- Heineken la coneguda fàbrica de cervesa, que també té el seu museu.
- El club esportiu Ajax d'Amsterdam té la seu i el seu estadi, Amsterdam ArenA, en aquesta ciutat.

També la prestigiosa sala de concerts Concertgebouw és seu de la igualment famosa Orquestra Reial del Concertgebouw, que va fer el seu primer concert el 3 de novembre de 1888.
Hi ha nombrosos edificis, esglésies, places, ponts i d'altres, que mereixen una visita, de la mateixa manera els nombrosos esdeveniments que es realitzen durant tot l'any. Una data més que interessant per visitar la ciutat és el Dia del Rei, o Koningsdag, cada 30 d'abril. Aquell dia tots els habitants de la ciutat treuen a vendre al carrer tota mena de coses, principalment objectes de la casa que ja no utilitzen. La ciutat es torna un mercat ambulant i una verdadera festa i els carrers estan abarrotats de gent vestida i disfressada amb el color de la casa reial, el taronja.

## Transport

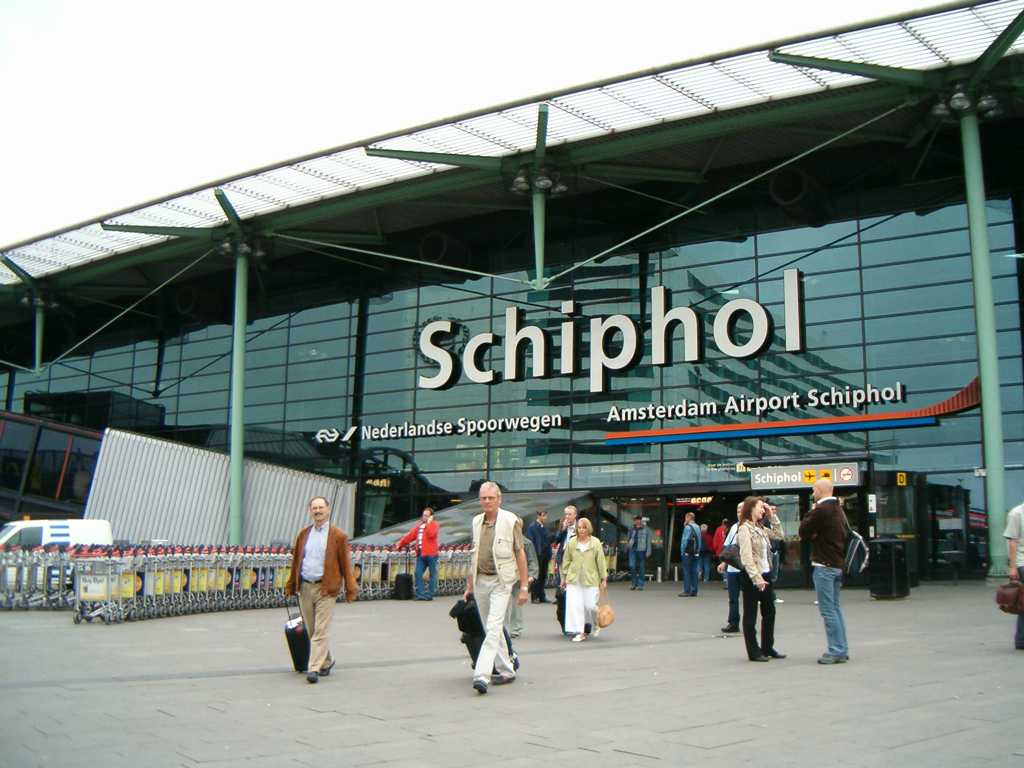
Aeroport de Schiphol

L'aeroport de Schiphol, situat al sud de l'aglomeració (20 minuts del centre de la ciutat amb tren), és el més gran dels Països Baixos, i el quart més gran d'Europa, on arriben 40 milions de passatgers per any.
El transport públic a Amsterdam consisteix principalment de línies de tramvia i autobús, operat per Gemeentelijk Vervoerbedrijf, Connexxion i Arriva. Actualment, existeixen 16 tipus línies de tramvia i una nova en construcció. En l'actualitat hi ha quatre línies de metro, amb una cinquena línia, la Nord/Sud en construcció.
Hi ha tres transbordadors gratuïts per portar els vianants i els ciclistes a través IJ a Amsterdam-Noord, i dos transbordadors de pagament que van d'oest a est al llarg del port. També hi ha taxis aquàtics, un autobús aquàtic, vaixells compartits, lloguer de vaixells elèctrics (Boaty) i creuers pels canals, que transporten persones al llarg dels canals d'Amsterdam.

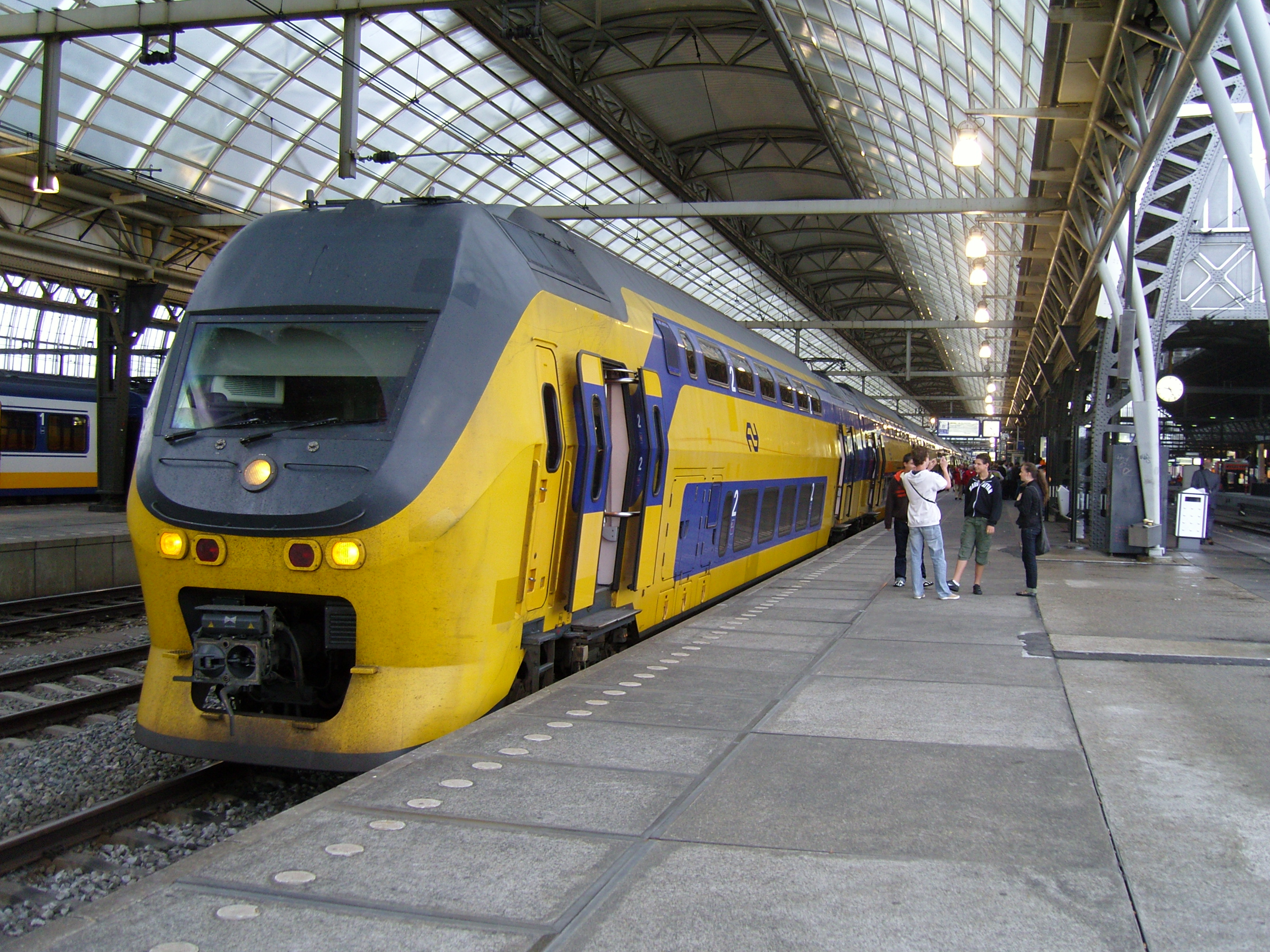
Estació Central d'Amsterdam

Amsterdam disposa de nou estacions de la Nederlandse Spoorwegen (Ferrocarrils neerlandesos). Amb cinc parades interurbanes: Sloterdijk, Zuid, Amstel, Amsterdam Arena i Amsterdam Centraal. Les estacions de serveis locals són els següents: Lelylaan, la RAI, i Holendrecht Muiderpoort. Amsterdam Centraal internacional és també una estació de tren internacional. Des de l'estació hi ha serveis regulars a destinacions com Alemanya, Àustria, Belarús, Bèlgica, la República Txeca, Dinamarca, França, Alemanya, Hongria, Polònia, Rússia i Suïssa. Entre aquests trens són trens internacionals de la Nederlandse Spoorwegen i el Thalys (Amsterdam-París-Brussel·les-Colònia), CityNightLine i InterCityExpress.
Eurolines té autocars des d'Amsterdam a destinacions de tot Europa.

### Transport privat

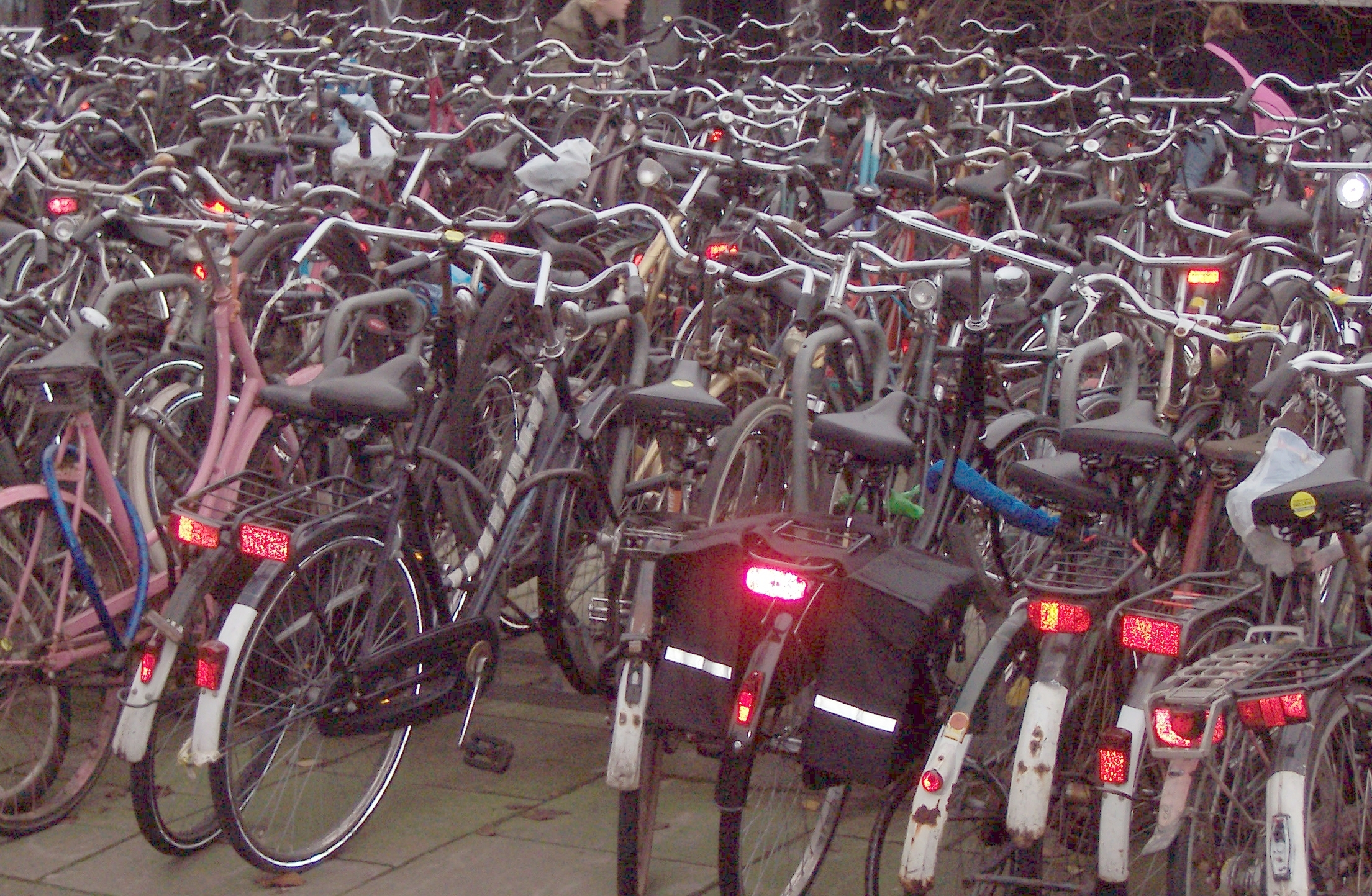
Bicicletes aparcades a Amsterdam.

#### Cotxe
El transport en cotxe és desincentivat pel govern local, amb iniciatives com Autodelen i Meerijden.nu, amb fortes despeses d'aparcament i un gran nombre de carrers tancats a la circulació dels cotxes al centre de la ciutat. La Ronda A10 que envolta la ciutat d'Amsterdam es connecta amb la xarxa nacional d'autopistes dels Països Baixos.

#### La bicicleta
Amsterdam és famosa per l'enorme quantitat de bicicletes i és el centre mundial de la cultura de la bicicleta. Gairebé tots els carrers principals tenen vies per a ciclistes, i es pot deixar la bicicleta en qualsevol lloc; a Amsterdam hi ha uns 700.000 ciclistes, més de 7 milions de bicicletes i 750.000 habitants. Cada any, al voltant de 80.000 són robades i 25.000 acaben en els canals de la ciutat. Al centre, conduir en cotxe és complicat, les tarifes d'aparcament són molt altes, i molts carrers són de vianants o per a ciclistes. L'autopista A10 és la gran artèria d'Amsterdam i connecta amb la A1, A2, A4 i la A8 per anar a qualsevol lloc del país.

## Economia

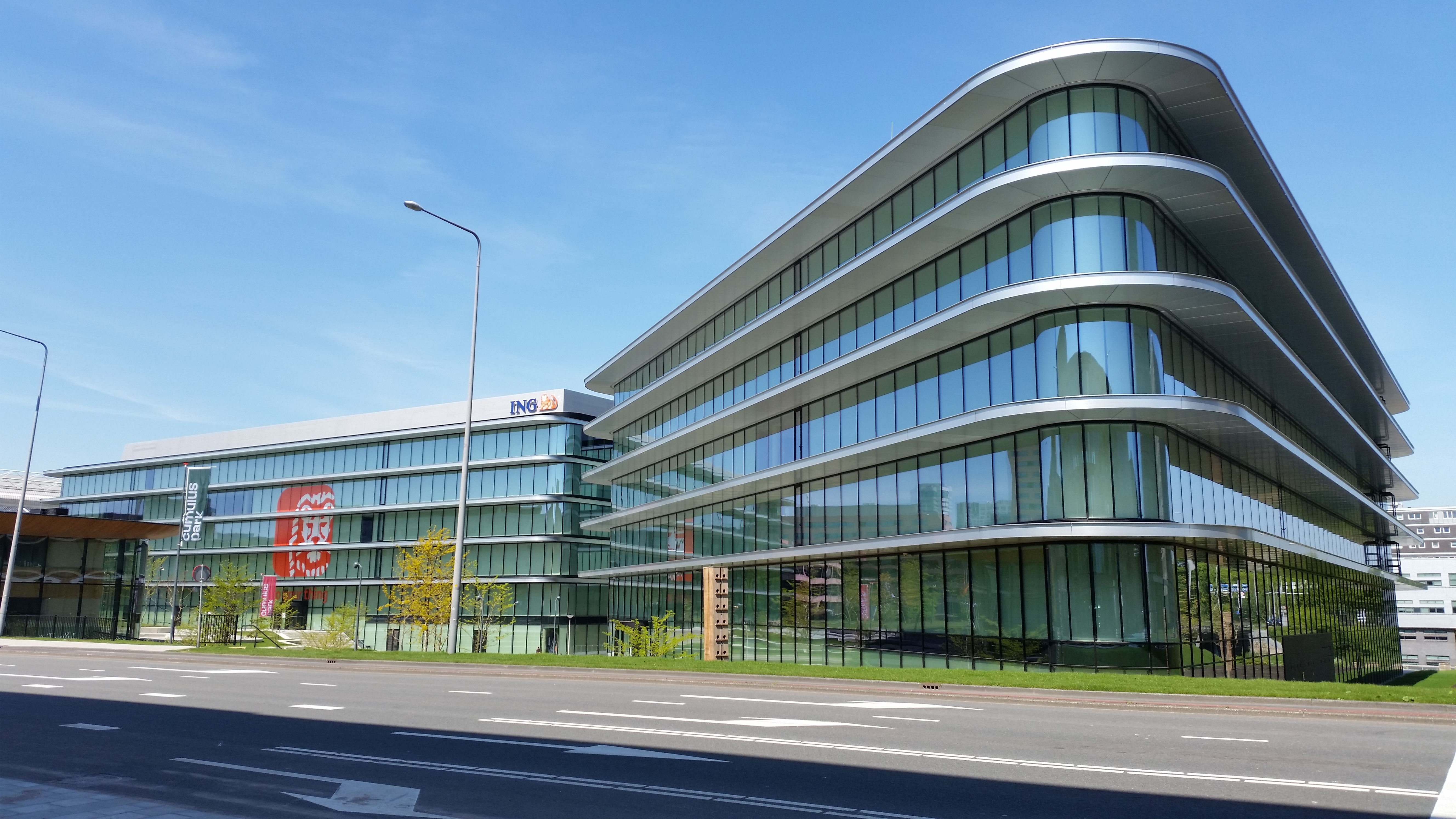
Seu ING a Amsterdam

Amsterdam és la capital financera i de negocis dels Països Baixos. Amsterdam és actualment una de les millors ciutats europees on ubicar un negoci internacional. Ocupa el cinquè lloc en aquesta categoria i només és superada per Londres, París, Frankfurt i Barcelona. Moltes de les grans empreses i bancs neerlandesos tenen la seu a Amsterdam, entre els quals ABN AMRO, AkzoNobel, Heineken, ING, Ahold, TomTom, Grup Delta Lloyd i Philips. KPMG International la seu mundial es troba a la rodalia d'Amstelveen.
Encara que moltes segueixen sent petites oficines ubicades en els antics canals, les empreses estan cada vegada més fora del centre de la ciutat. El Zuidas (català: Eix Sud) s'ha convertit en el nou centre financer i jurídic. Els cinc grans bufets d'advocats dels Països Baixos, una sèrie de filials de grans empreses consultores com Boston Consulting Group i Accenture, i el World Trade Center Amsterdam també es troben al Zuidas.
Hi ha altres tres petits districtes financers a Amsterdam. El primer és l'àrea que envolta l'estació de trens d'Amsterdam Sloterdijk, on diversos diaris com De Telegraaf tenen les oficines. Així mateix, l'empresa de transport públic municipal (Gemeentelijk Vervoersbedrijf) i les oficines tributàries dels Països Baixos (Belastingdienst) es troben allà. El segon districte financer és l'àrea que envolta Amsterdam Arena. La tercera és l'àrea que envolta l'estació de trens d'Amsterdam Amstel. L'edifici més alt d'Amsterdam, la Torre de Rembrandt, es troba allà, i és la seu de Philips.
La Borsa d'Amsterdam (AEX), avui part d'Euronext, és la borsa de valors més antiga del món i és una de les borses més grans d'Europa. Està situada prop de la plaça Dam, en el centre de la ciutat.

## Cultura i entreteniment
Durant la darrera part del segle xvi, l'Amsterdam Rederijkerskamer (Cambra de Retòrica) va organitzar concursos entre les diferents sales en la lectura de poesia i teatre. El 1638, Amsterdam va obrir el seu primer teatre. El Ballet es va produir en aquest teatre tan aviat com el 1642. En el segle xviii, el francès es va convertir en el teatre popular. L'òpera existeix a Amsterdam des de 1677, primer només òperes italianes i franceses, i en el segle xviii l'òpera alemanya. En el segle xix, la cultura popular es va centrar en l'àrea de Nes a Amsterdam (principalment vodevil i la música sala). El metrònom, un dels més importants avanços en la música clàssica europea, va ser inventat aquí el 1812 per Dietrich Nikolaus Winkel. Al final d'aquest segle es van construir, el Rijksmuseum i el Museu Gemeentelijk. El 1888 es va establir la Concertgebouworkest. En el segle xx va arribar el cinema, la ràdio i la televisió. Encara que la majoria d'estudis es troben a Hilversum i Aalsmeer, a Amsterdam, la influència de la programació és molt forta. Moltes persones que treballen en la indústria de la televisió viuen a Amsterdam. A més, la seu de SBS 6 es troba a Amsterdam.

### Museus

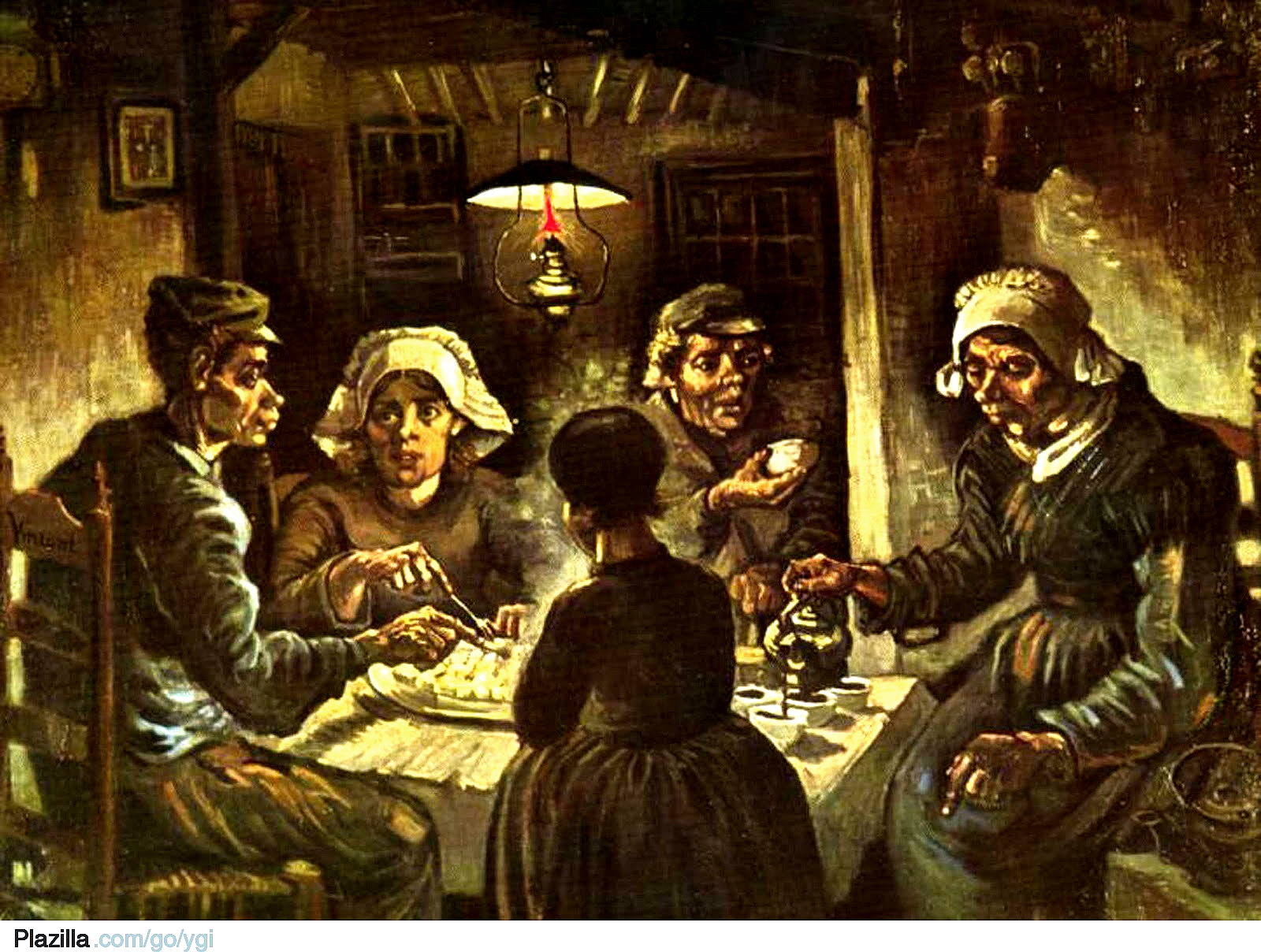
«Menjant patates» de Vincent van Gogh

Els museus més importants d'Amsterdam es troben en el Het Museumplein (plaça del Museu), situat al costat sud del Rijksmuseum. Va ser creat en l'últim quart del segle xix en els terrenys de l'antiga Exposició Universal. La part nord de la plaça està envoltada pel gran Rijksmuseum. Enfront del Rijksmuseum a la plaça que és llarga, i rectangular. Això es transforma a l'hivern en una pista de gel. La part occidental de la plaça està envoltada pel Museu van Gogh, el Museu Stedelijk, House of Bols Cocktail & Genever Experience i Coster Diamonds. A la banda sud de la plaça hi ha el carrer Van Baerlestraat, que és un important pas en aquesta part d'Amsterdam. El Concertgebouw es troba en aquest carrer de la plaça. A l'est de la plaça es troba un gran nombre de cases, una de les quals conté el consolat americà. Hi ha un aparcament sota de la plaça, així com un supermercat. Het Museumplein està coberta gairebé toat amb una gespa, a excepció de la part nord de la plaça que està cobert de grava. L'aspecte actual de la plaça es va realitzar el 1999, quan la plaça va ser remodelada. La plaça en si és el lloc més destacat a Amsterdam pels festivals i concerts a l'aire lliure, especialment a l'estiu. Es van fer plans el 2008 per remodelar la plaça de nou, pel fet que molts habitants d'Amsterdam no estaven satisfets amb el seu aspecte actual.

La ronda de nit de Rembrandt

El Rijksmuseum posseeix la major i més important col·lecció d'art clàssic holandès. Es va inaugurar el 1885. La seva col·lecció es compon de gairebé un milió d'objectes. L'artista més associat amb la ciutat és Rembrandt, on les seves obres i les dels seus alumnes es mostren en el Rijksmuseum. L'obra mestra de Rembrandt, La ronda de nit és una de les principals obres d'art del museu. També hi ha pintures d'artistes com Van der Helst, Vermeer, Frans Hals, Ferdinand Bol, Albert Cuijp, Van Ruysdael i Paulus Potter. A més de pintures, la col·lecció consta d'una gran varietat d'arts decoratives. Això va des de la Ceràmica de Delft fins cases de nines gegants des del segle xvii. L'arquitecte de l'edifici gòtic renaixement PJH Cuypers. En l'actualitat, el museu s'ha ampliat, renovat i s'ha creat una nova entrada principal del museu.
Vincent van Gogh va viure a Amsterdam per un curt període, de manera que hi ha un museu dedicat a les seves primeres obres. El museu està situat en un dels pocs edificis moderns en aquesta àrea de la ciutat. L'edifici original va ser dissenyat per Gerrit Rietveld, i és aquí on es troba la col·lecció permanent. Un nou edifici s'ha afegit al museu el 1999, dissenyat per l'arquitecte japonès Kisho Kurokawa, i serveix per albergar exposicions temporals. Algunes pintures més famoses de Van Gogh, com Menjant patates i Girasols (Zonnenbloemen), estan presents a la col·lecció. El museu van Gogh és el museu més visitat d'Amsterdam.

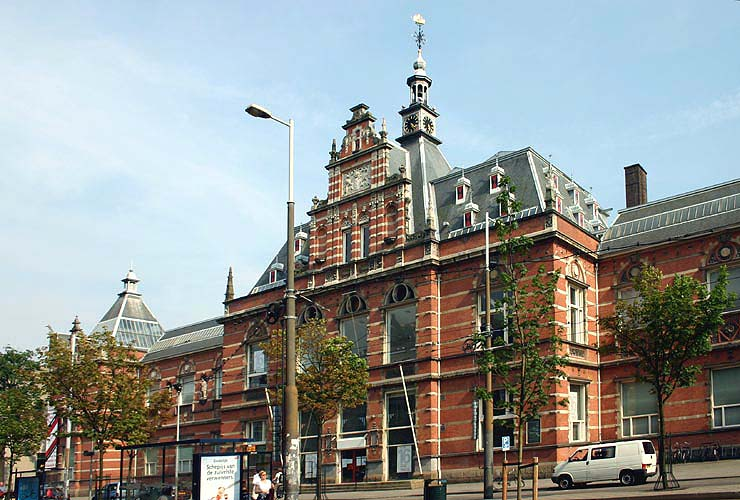
L'important Stedelijk Museum Amsterdam.

Al costat del museu van Gogh es troba el Museu Stedelijk o Municipal (Stedelijk Museum Amsterdam). Aquest és el museu d'Amsterdam d'art modern i contemporani i de disseny, i el més important en aquests temes a nivell estatal. Va obrir les portes al voltant del mateix temps que es va fer la Plaça dels museus. La col·lecció permanent es compon d'obres d'artistes com Piet Mondrian, Karel Appel, i Kazimir Malèvitx. L'entrada principal es va traslladar de la veïna Paulus Potterstraat a la mateixa Plaça dels museus.
Amsterdam alberga molts altres museus, des dels petits com ara el Verzetsmuseum, la casa d'Anne Frank i la Casa-Museu de Rembrandt, a molt grans, com ara el Tropenmuseum, Museu d'història d'Amsterdam, i el Joods Historisch Museum. També el Het Scheepvaartmuseum (museu marítim).

### Arts escèniques
Heineken Music Hall és una sala de concertsper a grand audiències ubicada prop de l'Amsterdam Arena. Molts famosos artistes internacionals hi van actuar. Altres dos notables locals, Paradiso i el Melkweg es troben prop de la plaça Leidse Plein. Ambdós se centren en una àmplia programació, que van des de l'indie rock a hip-hop, R & B i altres gèneres. Altres més centrats en la música subcultural en sales com OCCII, OT301, Winston Regne.

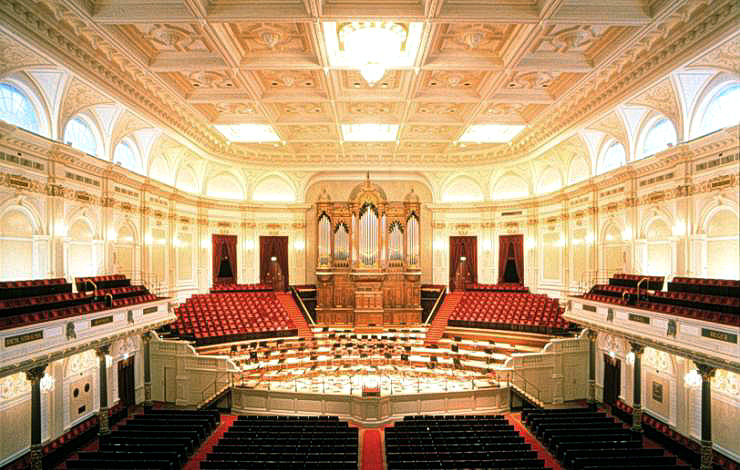
El Concertgebouw

La Grote Zaal Concertgebouw d'Amsterdam té una orquestra simfònica de classe mundial, la Koninklijk Concertgebouw Orkest. La seva seu és el Concertgebouw, que està a l'altre costat de la Van Baerlestraat de la plaça Museumplein. És considerat com una sala de concerts amb una de les millors acústiques del món. L'edifici consta de tres auditoris, Grote Zaal, Kleine Zaal, i Spiegelzaal; s'hi duen a terme uns vuit cents concerts a l'any, amb aproximadament 850.000 espectadors.
El teatre d'òpera Nationale Opera en Ballet està situat al costat de l'ajuntament. Tot i el seu nom oficial, els dos edificis són sovint anomenats conjuntament «Stopera» un mot creuat de Stadhuis (ajuntament) i l'òpera. Aquest enorme complex modern, inaugurat el 1986, es troba a l'antic barri jueu de la plaça Waterlooplein al costat del riu Amstel. L'Stopera acull la companyia d'òpera De Nationale Opera i el grup Het Nationale Ballet.
Muziekgebouw aan és una sala de concerts, que està situada al IJ prop de l'estació central. Realitza la majoria dels seus concerts de música clàssica moderna. Ubicat al costat, hi ha el Bimhuis, una sala de concerts de Jazz i música improvisada.
El principal teatre de la construcció d'Amsterdam és la Stadsschouwburg d'Amsterdam a la plaça Leidseplein. És la seu de la Toneelgroep d'Amsterdam. L'edifici actual data de 1894. La majoria d'obres es realitzen al Grote Zaal (auditori major). S'hi programen tota mena de formes teatrals. El 2008 va començar una gran obra de reforma. Es va construir una segona sala Rabozaal, estrenada el 2009.
Els Països Baixos tenen una tradició del cabaret, que combina música, narració, informes i la comèdia. Des dels anys 1930 artistes com Toon Hermans, Wim Kan i Wim Sonnevelt van ser pioners d'aquesta forma d'art. El 1993, l'escena de la comèdia contemporània va ser establerta amb la fundació de Comedytrain, un col·lectiu de comediants neerlandesos, que vol estimular debutants a formar-se a la comèdia verbal (stand-up comedy). Té la seva sala al cafè Toomler sota l'hotel Hilton. Molts grans noms de la comèdia neerlandesa hi han començat la seva carrera. Un altre grup, creat el 1993 per un grup d'americans i que actua en anglès, és el Boom Chicago, especialitzat en espectacles d'improvisació amb seu al teatre Rozentheater. Una altra sala és el Comedy Theater in de Nes.

### Esports
Amsterdam és la llar de l'Ajax, equip de la Lliga neerlandesa de futbol. L'equip juga de local al modern estadi Amsterdam Arena, localitzat al sud-est de la ciutat. L'equip comparteix el recinte esportiu amb els Amsterdam Admirals, un equip de futbol americà que va guanyar la World Bowl de la NFL Europe l'any 2005 per primera vegada.
La ciutat també compta amb un club d'hoquei, l'Hockei Club Amsterdam. L'any 1928, Amsterdam va ser seu dels IX Jocs Olímpics. L'Estadi Olímpic construït per a l'ocasió ha estat completament restaurat i actualment s'utilitza per a esdeveniments culturals i esportius.

### Vida nocturna
Amsterdam té una intensa vida nocturna, amb nombroses festes privades que se celebren a clubs i a locals públics. Segons alguns, competeix amb Rotterdam pel títol de "ciutat més hippy". Els locals amb més fama són el Chemistry, l'Escape, l'iT, el Mazzo, Jimmy Woo, Club 11, el Melkweg, el Korzakoff, Trouw i el Paradiso.

## Formació universitària

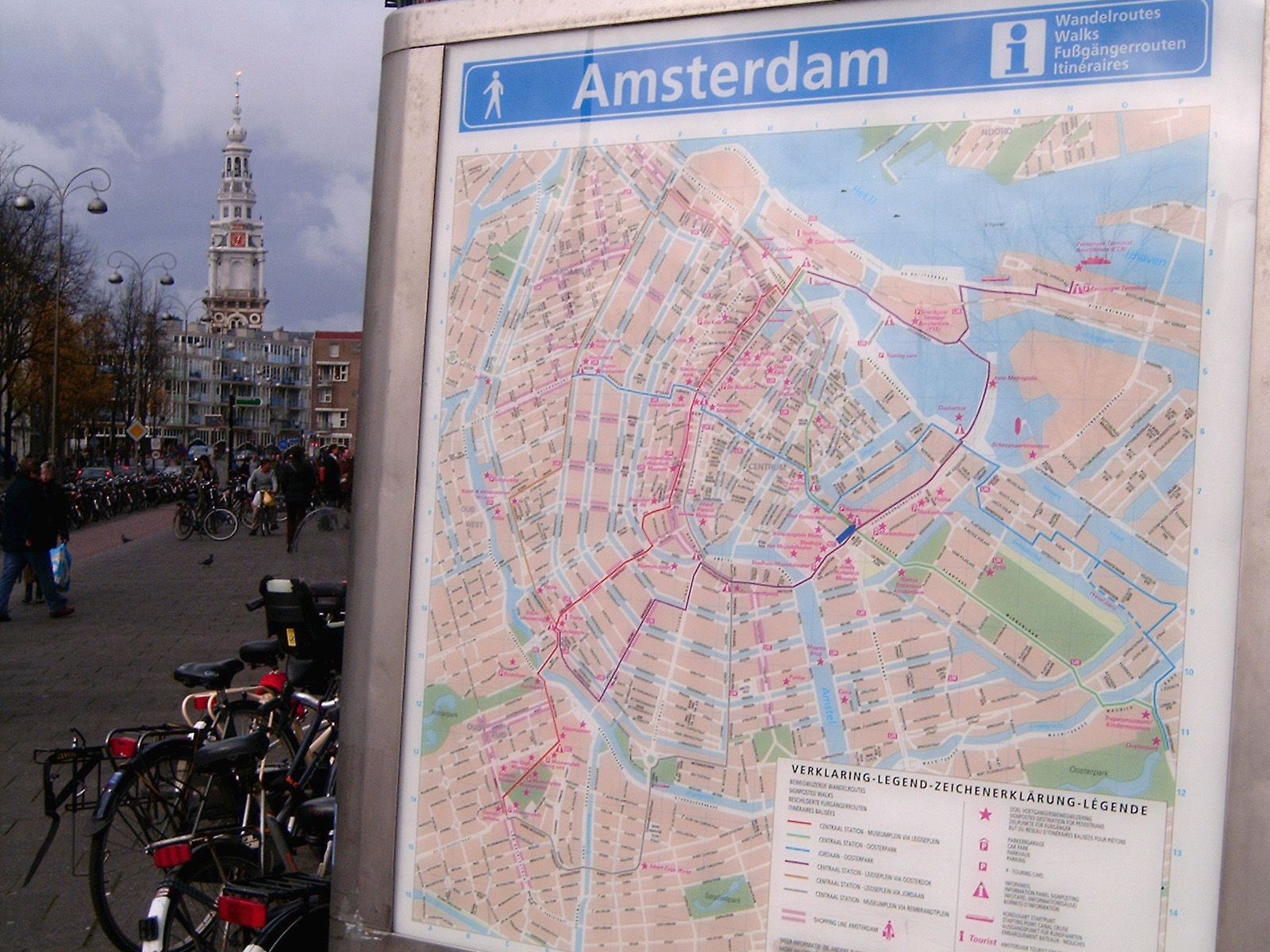
Amsterdam

Amsterdam té dues universitats: La Universitat d'Amsterdam (Universiteit van Amsterdam o UvA) i la Universitat Lliure (Vrije Universiteit o VU).
La seva acadèmia d'art modern, De Rietveldacademie té el nom de l'arquitecte Gerrit Rietveld i gaudeix de bona reputació internacional.

## Ciutat liberal

### Ambient homosexual
Amsterdam té un considerable ambient homosexual (gai), sobretot al voltant del carrer Reguliersdwarsstraat, prop de la plaça Rembrandtplein. Des de 1989 hi ha el Club iT, un dels clubs gais més gran d'Europa. Tot i que actualment moltes altres ciutats europees com Londres, Brussel·les, Berlín, Madrid, Barcelona i Sitges tenen fama per la seva tolerància a aquest col·lectiu, Amsterdam segueix sent la ciutat homosexual més important d'Europa, i encara és una de les ciutats més diverses del món tot i la seva mida relativament petita.
Acceptar els homosexuals i lesbianes, per molts neerlandesos (tot i que no tots) ja és cosa del passat. Potser és degut a la poca importància que els neerlandesos donen a assumptes com l'orientació sexual de les persones, ja que es considera quelcom poc interessant. Per aquest motiu a Amsterdam és habitual veure parelles homosexuals abraçades o amb un o més fills, ja que tant el matrimoni homosexual com l'adopció de nens per parelles homosexuals és legal i està completament aprovat.

### Districte Roig o Barri Roig
Entre les zones més populars de la ciutat es troba el barri xinès, conegut com el Districte Roig o Red Light District, pel color de les llums que il·luminen els locals on es mostren, a través d'aparadors, les prostitutes treballen en aquesta zona de la ciutat. La prostitució als Països Baixos està legalitzada i regulada en zones designades per aquesta. El Districte Roig, denominat col·loquialment «De Wallen» en referència a dos canals o wal que el creuen, està ubicat en ple centre d'Amsterdam, entre els carrers Warmoesstraat, Zeedijk, Nieuwmarkt, Kloveniersburgwal i Damstraat. Altres ciutats, com Utrecht, La Haia, Groninga i Haarlem, tenen també els seus propis districtes equivalents.

### Coffee shops
Al Districte Roig, de la mateixa manera que en altres parts de la ciutat, els anomenats coffee shops venen petites quantitats de marihuana, generalment de molt alta qualitat ecològica. Teòricament, però, això no està totalment legalitzat, però és tolerat mentre siguin quantitats petites (fins a 5 grams diaris), i amb la condició que tant el comprador com el venedor siguin majors d'edat. Aquesta situació, que provoca certa controvèrsia, s'anomena gedoogbeleid o «política de tolerància».
El govern dels Països Baixos i l'ajuntament d'Amsterdam regular l'anomenat «turisme de drogues» en limitar l'accés als Coffee shops als sols residents inscrits al padró, ja que segons diuen, tenir un segment o una part del turisme que vengui a la ciutat per fumar dona mala imatge o podria donar mala imatge als altres turistes que visiten la ciutat, a més d'atemptar contra la salut pública.

## Festes i esdeveniments
- Koningsdag – L'aniversari del rei, el 27 d'abril de cada any. Els carrers són una festa i es fa un mercat lliure on cadascú ven les seves coses antigues.
- Uitmarkt – Festa que es realitza cada any a l'agost; és l'anticipació del programa musical i cultural de la ciutat. Es realitzen molts espectacles gratuïts i música en viu.[13]
- [Amsterdam Roots] - Festival musical internacional, l'última setmana de juny.[14]
- Amsterdam Pride – Cada any a l'agost, la setmana de l'orgull gai.
- Amsterdam Marathon - La marató d'Amsterdam, a meitats d'octubre.[15]
- Kwakoe festival - Festival dels surinamesos (als Països Baixos viuen més surinamesos que a Surinam). Se celebra del 30 de juliol al 5 d'agost a l'aire lliure al barri de Bijlermeer. Desenes de milers de persones gaudeixen cada any del menjar tradicional que venen les barraques i d'una gran oferta de música en viu.
- Cannabis Cup - La copa del cànnabis. La tercera setmana de Novembre.

## Ciutadans il·lustres
Diverses persones foren o bé nascuts a la ciutat o hi residiren durant força temps. Es presenten segons la data de naixement.
- Rembrandt van Rijn (1606-1669), pintor.
- Baruch Spinoza (1632-1677), filòsof.
- Aronte Wolff Berlijn (1817-1870), compositor i escriptor.
- Tobias Michael Carel Asser (1838-1913). advocat, Premi Nobel de la Pau de l'any 1911.
- Frits Zernike (1888-1966), físic, Premi Nobel de Física de l'any 1953.
- Leo Lionni (1910-1999), dissenyador gràfic, pintor i il·lustrador i creador de llibres per a nens i nenes.
- Hans Andreus (1926-1977), escriptor i poeta
- Anne Frank (1929-1945), nena alemanya, autora d'un famós diari personal sobre la persecució dels jueus durant el nazisme.
- Paul Jozef Crutzen (1933-) químic, Premi Nobel de Química de l'any 1995.
- Johan Cruyff (1947-2016), futbolista i entrenador.
- Renate Dorrestein, (1954), escriptora.
- Frank Rijkaard (1962), futbolista i entrenador.
- Dennis Bergkamp (1969), futbolista.
- Aaron Wolf Berjlin (1817-1870), compositor i director d'orquestra
- Johannes Schenck (1660-1712), gambista i compositor musical.
- David van Dantzig (1900-1959), matemàtic i professor d'universitat

## Ciutats germanes
Mèxic Zapopan

## Altres
- El lema oficial de la ciutat és Heldhaftig, Vastberaden, Barmhartig (valorosa, decidida i misericordiosa). Les tres creus de Sant Andreu sobre la bandera estan associades a aquestes tres paraules.
- Una llegenda popular associa les tres X de l'escut amb les tres amenaces històriques que ha patit la ciutat: l'aigua, el foc i la pesta.
- Des de 1995 tota persona major de 18 anys pot comprar fins a 5 grams de marihuana o haixix als locals anomenats "Coffee shops",[17] que es troben sota el control legal i impositiu del Govern Holandès, tot i que el 1976 la quantitat era de 30 grams. Les drogues anomenades "dures" estan prohibides i es penalitza fortament a qui les trafiquen.